# Nicolas Pomialovski
Nicolas Guerassimovitch Pomialovski (en russe : Никола́й Гера́симович Помяло́вский), né le 11 avril 1835 (23 avril dans le calendrier grégorien) à Saint-Pétersbourg et mort le 5 octobre 1863 (17 octobre dans le calendrier grégorien) dans la même ville, est un romancier russe.

## Biographie
Pomialovski est un représentant d'un aspect particulier de la vie de son époque : l'éducation dans les écoles ecclésiastiques. La vie dans les écoles ecclésiastiques en Russie est un type de sujet repris par d'autres auteurs, tels que Nikolaï Leskov par exemple.
À ce titre, Pomialovski est l’auteur de Bonheur bourgeois en 1861 et de Scènes de la vie du séminaire en 1862. On y trouve, selon Ettore Lo Gatto, des pages qui sont proches de celles de  Fiodor Dostoïevski. Certains — Nikolaï Tchernychevski par exemple — le comparent même à Nicolas Gogol. Il présente dans Molotov et dans Frère et Sœur des aspects de la génération nouvelle. Pomialovski dispose d'un grand pouvoir de saisir les détails de la réalité. Les problèmes qu'il pose dans ses romans en font un précurseur des écrivains prolétaires soviétiques qui le suivront le siècle suivant.